# Uzuncaburç, Silifke
Uzuncaburç là một xã thuộc huyện Silifke, tỉnh Mersin, Thổ Nhĩ Kỳ. Dân số thời điểm năm 2011 là 1.811 người.